# 快速单通量量子
在电子学领域中，快速单通量量子（英語：rapid single flux quantum，缩写RSFQ；也称快单磁通量子）是一种使用超导设备的數碼产品，也称约瑟夫森结, 用来处理数字信号。在RSFQ逻辑中，信息以磁通量量子的形式存储，并以单通量量子（Single Flux Quantum，缩写SFQ）电压脉冲的形式传递。RSFQ是超导或SFQ逻辑的一个家族。其他家族包括Reciprocal Quantum Logic (RQL)、ERSFQ——不使用偏置电阻等元件的节能RSFQ版本。约瑟夫效应是RSFQ电子的有源元件，就像晶体管是半导体电子中的有源元件一样。RSFQ是一种经典数学而非量子计算机技术。
RSFQ与普通计算机使用的CMOS晶体管技术有很大差异：
- 超导设备需要低温。
- 约瑟夫森结产生的皮秒级SFQ电压脉冲被用于编码、处理和传输数字信息，这代替半导体电子器件中晶体管产生的电压电平。
- SFQ电压脉冲在超导传输线上的行程非常小，并且如果脉冲的频谱分量不超过超导体能隙的频率，通常可以忽略不计。
- 在1 ps的SFQ脉冲情况下，电路计时可能达到100 GHz频率（每10皮秒一次脉冲）。

## 优点
- 可以与CMOS电路、微波和红外线技术互操作
- 极快工作频率：从几十千兆赫到高达数百千兆赫
- 低功耗（英语：Power consumption）：比CMOS电路低大约10万倍（不考虑冷却）
- 现有芯片制造技术可适用于制造RSFQ电路
- 良好的制造变化耐受性
- RSFQ电路本质上是自我计时（英语：Self clocking），这使异步设计更实用。

## 缺点
- 需要低温冷却。传统上这已通过低温液体实现，诸如液氮和液氦。最近来说，如脉管制冷机（英语：Pulse tube refrigerator）等封闭式循环制冷机已纳入考虑，它们能避免使用昂贵且需要定期再填充的低温液体。低温冷却还有一个优点是降低了工作环境的热噪声。
- 通过使用高温超导体，冷却的要求可得到放宽。但迄今为止，使用高温超导体仅实现了非常低复杂度的RFSQ电路。据信基于SFQ的数字技术在温度高于~20 K - 25 K时变得不切实际，参数EJ/kBT因温度T的增加导致的减小会导致误码率（热诱发结切换）呈指数增长  ，其中 EJ = IcΦ0/2π 是约瑟夫森能量。
- 静态功耗通常比执行逻辑操作所需的动态功耗大10-100倍，这是其一个缺点。不过，在ERSFQ版本的RSFQ中，通过使用超导电感器和约瑟夫森结而非偏置电阻（静态功耗来源）则完全消除了静态功耗。
- 由于RSFQ是一种颠覆性技术，专门的教育程度和商业软件仍有待开发。

## 应用
- 光通信或其他高速网络交换设备
- 数字信号处理，达到X波段及以上的信号
- 超高速路由器
- 软件无线电（SDR）
- 高速類比數位轉換器
- 高性能低温计算机[1][2]
- 超导量子比特和量子电路的控制电路

## 拓展阅读
- Superconducting Technology Assessment （页面存档备份，存于）, study of RSFQ for computing applications, by the NSA (2005).
- . 中国计算机学会通讯. 2016, (3)  [2017-11-02] （中文（中国大陆））.[永久]